# Wahlkreis Charlottenburg-Wilmersdorf 2
Der Wahlkreis Charlottenburg-Wilmersdorf 2 ist ein Abgeordnetenhauswahlkreis in Berlin. Er gehört zum Wahlkreisverband Charlottenburg-Wilmersdorf und umfasst den Ortsteil Westend und einen kleinen Teil des Ortsteils Charlottenburg rund um den Klausenerplatz und das Schloss Charlottenburg.

## Abgeordnetenhauswahl 2023
Bei der Wahl zum Abgeordnetenhaus von Berlin 2023 traten folgende Kandidaten an:
| Name                              | Partei           | Anteil der Erststimmen | Anteil der Zweitstimmen |
| --------------------------------- | ---------------- | ---------------------- | ----------------------- |
| Ariturel Hack                     | CDU              | 38,7 %                 | 35,5 %                  |
| Alexander Sempf                   | SPD              | 20,6 %                 | 20,6 %                  |
| Jun Chen                          | Grüne            | 20,1 %                 | 18,4 %                  |
| Fabian Pfeil                      | FDP              | 06,0 %                 | 08,0 %                  |
| Frederike-Sophie Gronde-Brunner   | Die Linke        | 04,7 %                 | 05,6 %                  |
| Hugh Bronson                      | AfD              | 05,1 %                 | 05,4 %                  |
| Christian Kreczynski              | Tierschutzpartei | 02,0 %                 | 01,7 %                  |
| Yvonne Hoffmann                   | Die PARTEI       | 01,8 %                 | 01,1 %                  |
| Carolin Linge                     | dieBasis         | 00,6 %                 | 00,5 %                  |
| Stefan Grüll                      | Freie Wähler     | 00,3 %                 | 00,1 %                  |
| Felicitas Schirow                 | LKR              | 00,1 %                 | 00,0 %                  |
| –                                 | Sonstige         | –                      | 03,1 %                  |
| Wahlberechtigte: 30.734 Einwohner |                  |                        |                         |
| Wahlbeteiligung: 68,8 %           |                  |                        |                         |

## Abgeordnetenhauswahl 2021
Bei der im Nachhinein für ungültig erklärten Wahl zum Abgeordnetenhaus von Berlin 2021 traten folgende Kandidaten an:
| Name                              | Partei           | Anteil der Erststimmen | Anteil der Zweitstimmen |
| --------------------------------- | ---------------- | ---------------------- | ----------------------- |
| Ariturel Hack                     | CDU              | 28,9 %                 | 25,8 %                  |
| Alexander Sempf                   | SPD              | 23,2 %                 | 22,7 %                  |
| Jun Chen                          | Grüne            | 21,2 %                 | 19,7 %                  |
| Fabian Pfeil                      | FDP              | 09,5 %                 | 11,5 %                  |
| Frederike-Sophie Gronde-Brunner   | Die Linke        | 05,6 %                 | 06,8 %                  |
| Hugh Bronson                      | AfD              | 04,8 %                 | 04,9 %                  |
| Yvonne Hoffmann                   | Die PARTEI       | 02,4 %                 | 01,3 %                  |
| Christian Kreczynski              | Tierschutzpartei | 02,0 %                 | 01,5 %                  |
| Carolin Linge                     | dieBasis         | 01,4 %                 | 01,1 %                  |
| Stefan Grüll                      | Freie Wähler     | 00,9 %                 | 00,6 %                  |
| Felicitas Schirow                 | LKR              | 00,1 %                 | 00,1 %                  |
| –                                 | Volt             | –                      | 01,0 %                  |
| –                                 | Sonstige         | –                      | 03,0 %                  |
| Wahlberechtigte: 30.659 Einwohner |                  |                        |                         |
| Wahlbeteiligung: 81,7 %           |                  |                        |                         |

## Abgeordnetenhauswahl 2016
Bei der Wahl zum Abgeordnetenhaus von Berlin 2016 traten folgende Kandidaten an:
| Name                              | Partei           | Anteil der Erststimmen | Anteil der Zweitstimmen |
| --------------------------------- | ---------------- | ---------------------- | ----------------------- |
| Andreas Statzkowski               | CDU              | 28,6 %                 | 24,4 %                  |
| Robert Drewnicki                  | SPD              | 25,7 %                 | 22,2 %                  |
| Petra Vandrey                     | Grüne            | 15,9 %                 | 15,4 %                  |
| Volker Adams                      | FDP              | 11,1 %                 | 14,1 %                  |
| Thorsten Dehne                    | AfD              | 10,4 %                 | 10,8 %                  |
| Felicitas Karimi                  | Die Linke        | 06,4 %                 | 07,2 %                  |
| Enya Kleefeld                     | Piraten          | 01,4 %                 | 01,1 %                  |
| Axel Otto                         | pro Deutschland  | 00,5 %                 | 00,3 %                  |
| –                                 | Tierschutzpartei | 0–                     | 01,6 %                  |
| –                                 | Die PARTEI       | 0–                     | 01,0 %                  |
| –                                 | Sonstige         | 0–                     | 01,9 %                  |
| Wahlberechtigte: 30.787 Einwohner |                  |                        |                         |
| Wahlbeteiligung: 73,0 %           |                  |                        |                         |

## Abgeordnetenhauswahl 2011
Bei der Wahl zum Abgeordnetenhaus von Berlin 2011 traten folgende Kandidaten an:
| Name                              | Partei           | Anteil der Erststimmen | Anteil der Zweitstimmen |
| --------------------------------- | ---------------- | ---------------------- | ----------------------- |
| Andreas Statzkowski               | CDU              | 39,9 %                 | 35,2 %                  |
| Robert Drewnicki                  | SPD              | 30,4 %                 | 29,3 %                  |
| Bert Lehmann                      | Grüne            | 21,0 %                 | 18,7 %                  |
| Ulrich Thom                       | Die Linke        | 03,3 %                 | 02,7 %                  |
| Werner Rönnfeldt                  | ProD             | 02,8 %                 | 01,0 %                  |
| Volker Adams                      | FDP              | 02,7 %                 | 03,4 %                  |
| –                                 | Piraten          | –                      | 05,8 %                  |
| –                                 | Tierschutzpartei | –                      | 01,2 %                  |
| –                                 | Sonstige         | –                      | 02,7 %                  |
| Wahlberechtigte: 30.795 Einwohner |                  |                        |                         |
| Wahlbeteiligung: 69,3 %           |                  |                        |                         |

## Abgeordnetenhauswahl 2006
Bei der Wahl zum Abgeordnetenhaus von Berlin 2006 traten folgende Kandidaten an:
| Name                              | Partei    | Anteil der Erststimmen |
| --------------------------------- | --------- | ---------------------- |
| Andreas Statzkowski               | CDU       | 37,3 %                 |
| Marc Schulte                      | SPD       | 34,1 %                 |
| Andreas Koska                     | Grüne     | 13,0 %                 |
| Otto Hoffmann                     | FDP       | 09,7 %                 |
| Hans-Ulrich Riedel                | Die Linke | 03,5 %                 |
| Gerd Oshowski                     | AGFG      | 01,5 %                 |
| Matthias Kraume                   | BüSo      | 00,9 %                 |
| Wahlberechtigte: 30.234 Einwohner |           |                        |
| Wahlbeteiligung: 69,3 %           |           |                        |

## Abgeordnetenhauswahl 2001
Bei der Wahl zum Abgeordnetenhaus von Berlin 2001 traten folgende Kandidaten an:
| Name                              | Partei       | Anteil der Erststimmen |
| --------------------------------- | ------------ | ---------------------- |
| Axel Rabbach                      | CDU          | 36,4 %                 |
| Holger Rogall                     | SPD          | 35,1 %                 |
| Gabriele Arndt                    | FDP          | 15,4 %                 |
| Hartwig Berger                    | Grüne        | 08,2 %                 |
| Jürgen Hornig                     | PDS          | 03,1 %                 |
| Klaus Hintz                       | STATT Partei | 01,1 %                 |
| Heinz Gruhn                       | WBK          | 00,7 %                 |
| Wahlberechtigte: 28.067 Einwohner |              |                        |
| Wahlbeteiligung: 77,2 %           |              |                        |

## Abgeordnetenhauswahl 1999
Bei der Wahl zum Abgeordnetenhaus von Berlin 1999 traten folgende Kandidaten an:
| Name                              | Partei | Anteil der Erststimmen |
| --------------------------------- | ------ | ---------------------- |
| Klaus-Rüdiger Landowsky           | CDU    | 58,9 %                 |
| Holger Rogall                     | SPD    | 25,2 %                 |
| Ismail Kosan                      | Grüne  | 09,0 %                 |
| Bernd Kämpfer                     | FDP    | 03,1 %                 |
| Jürgen Hornig                     | PDS    | 02,8 %                 |
| Eva Börsch-Supan                  | ödp    | 01,0 %                 |
| Wahlberechtigte: 28.548 Einwohner |        |                        |
| Wahlbeteiligung: 76,4 %           |        |                        |

## Abgeordnetenhauswahl 1995
Bei der Wahl zum Abgeordnetenhaus von Berlin 1995 erhielt Ingo Schmitt (CDU) die meisten Erststimmen.

## Bisherige Abgeordnete
Direkt gewählte Abgeordnete des Wahlkreises Charlottenburg-Wilmersdorf 2 (bis 1999 Charlottenburg 3):
| Jahr | Name                    | Partei | Anteil der Erststimmen |
| ---- | ----------------------- | ------ | ---------------------- |
| 2023 | Ariturel Hack           | CDU    | 38,7 %                 |
| 2021 | Ariturel Hack           | CDU    | 28,9 %                 |
| 2016 | Andreas Statzkowski     | CDU    | 28,6 %                 |
| 2011 | Andreas Statzkowski     | CDU    | 39,9 %                 |
| 2006 | Andreas Statzkowski     | CDU    | 37,3 %                 |
| 2001 | Axel Rabbach            | CDU    | 36,4 %                 |
| 1999 | Klaus-Rüdiger Landowsky | CDU    | 58,9 %                 |
| 1995 | Ingo Schmitt            | CDU    | 40,3 %                 |